# Kourtaliótiko Farángi
Kourtaliótiko Farángi är en ravin i Grekland.   Den ligger i regionen Kreta, i den sydöstra delen av landet, 300 km söder om huvudstaden Aten. Kourtaliótiko Farángi ligger 645 meter över havet.
Terrängen runt Kourtaliótiko Farángi är huvudsakligen kuperad, men västerut är den bergig. Kourtaliótiko Farángi ligger uppe på en höjd. Runt Kourtaliótiko Farángi är det ganska glesbefolkat, med 21 invånare per kvadratkilometer. Närmaste större samhälle är Rethymnon, 18,6 km norr om Kourtaliótiko Farángi. Trakten runt Kourtaliótiko Farángi består till största delen av jordbruksmark.